# Claye-Souilly
Claye-Souilly è un comune francese di 11 304 abitanti situato nel dipartimento di Senna e Marna nella regione dell'Île-de-France. Nel XVII secolo fu signoria della famiglia Mancini.

## Società

### Evoluzione demografica
Abitanti censiti